# Lil Yachty
Miles Parks McCollum (Mableton, Georgia, 23 de agosto de 1997), conocido por su nombre artístico Lil Yachty, es un rapero, Cantante y Compositor estadounidense de Atlanta, Georgia, que llegó al reconocimiento musical debido a sus sencillos «1 Night» y «Minnesota» y a sus temas en colaboración como «Broccoli», «iSpy» o «Marmalade». Lil Yachty también ha participado en manera de colaboración haciendo un rap para la película Teen Titans Go! to the Movies.

## Carrera musical
McCollum nació en Mableton, Georgia. Se quedó con un amigo y se conectó con las personalidades de moda de calle en línea, mientras que se creó su propia cuenta de Instagram.
En febrero de 2016, Yachty debutó como modelo en la línea de moda de Yeezy Season 3 de Kanye West en el Madison Square Garden. Lil boat fue lanzado en marzo de 2016.
En abril de 2019, se lanza el video oficial de la canción del rapero americano y comediante, David Andrew Burd, conocido como Lil Dicky, titulada «Earth», en el que tiene una participación al lado de varios artistas como: Justin Bieber, Ariana Grande, Halsey, Ed Sheeran, Shawn Mendes, Charlie Puth, Zac Brown, Adam Levine, Sia, Miley Cyrus, Rita Ora, Katy Perry, Meghan Trainor, y entre otros. Además, cuenta con la participación del actor, productor de cine, productor de televisión, ambientalista y guionista estadounidense, Leonardo DiCaprio y del actor y comediante, Kevin Hart.
El 24 de enero de 2020, se publica oficialmente la canción «Speed Me Up», en el que McCollum tiene una participación al lado de Wiz Khalifa, Ty Dolla Sign y con el cantante que debutó en el primer puesto de las 50 canciones virales de Spotify Global por su primer sencillo titulado «Fast», Sueco The Child. Dicha canción aparecerá en la banda sonora de Sonic, la película.
En octubre de 2021 contribuyó con una canción, «Believing», para el álbum Pokémon 25: The Album, banda sonora del 25 aniversario de la franquicia Pokémon.

## Discografía
- 2016: Lil Boat
- 2016: Summer Songs 2
- 2017: Teenage Emotions
- 2018: Lil Boat 2
- 2018: Nuthin' 2 Prove
- 2020: Lil Boat 3
- 2023: Let's Start Here.